# Thinking Plague
Thinking Plague est un groupe de rock avant-gardiste américain. Il s'agit avant tout une coalition de musiciens plus qu'un groupe. Néanmoins, on peut citer comme élément commun Mike Johnson, principal compositeur et guitariste qui crée avec Bob Drake les débuts de la formation. Ce dernier, répondant à une annonce parue à Denver à la fin des années 1970.
Le leitmotiv du son de Thinking Plague a été, et est encore une musique complexe tant en harmonies que rythmiquement, fortement influencée par le rock progressif (Yes, King Crimson et surtout Gentle Giant) mais débordant sans complexes sur la musique atonale du XXe siècle (Ligeti, Stravinsky), accompagnée d'une voix féminine rappelant par certains aspects le côté Canterbury du Rock in Opposition mais avec une coloration plus « enfantine », ce qui crée un contraste inhabituel entre voix et musique. Le tout pouvant évoquer parfois des contes d'épouvante racontés par une fillette.

## Biographie

### Origines
Thinking Plague est formé en 1982 par le guitariste/compositeur, Mike Johnson et le bassiste/batteur, Bob Drake. Basé à Denver, dans le Colorado, le groupe est actif depuis, comprenant en son sein un certain nombre de musiciens différents au fil des ans. Ils enregistrent six albums studio entre 1984 et 2012, et publient un album live enregistré au NEARfest en 2000. Leur musique est un mélange de rock, folk, jazz et musique classique du XXe siècle. Music.com fait remarquer que «... Thinking Plague s'annonce comme un brillant exemple de la musique d'avant-garde mélangée avec juste assez de rock pour qu'elle soit appelée rock progressif... »
Bien qu'indirectement lié au Rock in Opposition (RIO), Thinking Plague est fortement influencé par ce mouvement de la fin des années 1970, en particulier Henry Cow et Art Bears. En dépit de l'aversion du terme par Johnson, le groupe est souvent classé comme un groupe RIO,.

### Early Plague
Mike Johnson et Bob Drake se rencontrent en 1978 et jouent dans plusieurs groupes de reprises. Ils commencent à expérimenter avec des enregistrements faits en sous-sol entre 1980 et 1982, ils ont alors assez de matière musicale pour tenter quelques concerts. Ils font appel à la chanteuse de formation classique Sharon Bradford, Harry Fleishman aux claviers et Rick Arsenault à la batterie. Cet ensemble devient la première incarnation de Thinking Plague. Ils jouent autour de Denver en 1983, mais leur musique complexe n'est alors pas très bien reçue. Johnson et Drake décident alors, d'enregistrer un album avec leurs morceaux.
Avec Bradford, Fleishman et Mark Fuller à la batterie, le groupe travaille pendant presque un an à enregistrer leurs chansons dans un studio huit pistes, au sous-sol d'un ancien abattoir appelé Packing House Studios. Avec un budget limité ils assurent tout le suivi et le mixage, et sortent l'album Tinking Plague en 1984 sur leur propre label. Les 500 disques sont pressés et les pochettes peintes à la main par Drake à l'aide de spray de peinture et un pochoir. En dépit de la petite quantité et la qualité low-tech de la pochette, un certain nombre de distributeurs, y compris Recommended Records et Wayside Music (Cuneiform Records) acceptent de vendre l'album qui finalement est bien reçu par la critique.
En 1985, Johnson et Drake commencent à enregistrer d'autres morceaux pour un nouvel album de Thinking Plague. Leur précédent studio ayant fermé ils s'orientent vers d'autres studios d'enregistrement « petit budget » de Denver. Après leur premier album ils dissolvent le groupe et recrutent de nouveaux éléments: l'auteur/compositeur de chanson Susanne Lewis, le batteur Mark Fuller et le claviériste Eric Lune. Ignorant tout des façons dont l'industrie du disque fait les choses, ils enregistrent leur deuxième album, Moonsongs. La chanson-titre d'une durée de quinze minutes « tribal-pagan-environmental-anti-materialistic avant-rock ritual » est composée par Johnson. Initialement, Moonsongs sort localement en 1986 sur cassette mais l'année suivante le groupe signe avec Dead Man’s Curve Records de Londres qui le publie sous forme de LP. Comme avec leur premier album, Moonsongs est salué dans les milieux «progressistes» et Thinking Plague améliore son statut de groupe de rock avant-gardiste.
Surfant sur le succès de leurs deux albums, Thinking Plague effectue une série de spectacles en 1987, à Denver, notamment en première partie de Sonic Youth. Le pianiste/clarinettiste Laurent Haugseth rejoint le groupe pour les concerts mais s'en va au début de 1988. Ce bref séjour d'Haugseth permet cependant d'établir la nécessité d'une section de bois dans le groupe. Fuller et Lune quittent également le groupe fin 1987, Thinking Plague recrute alors trois nouveaux musiciens : le pianiste classique, Shane Hotle, la bassiste Maria Moran et Mark Harris à la clarinette, saxophones et flûtes. Drake passe alors de la basse à la batterie.

### In this Life
L'enregistrement d'un nouvel album commence au début 1988 dans divers studios, y compris une grande salle de répétition dans une ancienne usine de yaourt (dénommée Yog Factory). Johnson et Lewis collaborent sur quelques chansons de l'album qui comporte plusieurs « nouveaux » instruments, y compris du sampler, du tabla, divers instruments d'Afrique ou percussions balinaises, et un violon (joué par Bob Drake).
L'ex-guitariste d'Henry Cow, Fred Frith joue même sur le titre Organism (version II). Drake faisant tout le travail de production de l'album, In This Life est achevé à la mi-1988. Au même moment l'ex-membre batteur d'Henry Cow et fondateur de ReR, Chris Cutler es en tournée avec Père Ubu à Denver. Johnson lui donne une cassette du nouvel album et Cutler lui offre la possibilité de le sortir sur le label ReR en septembre 1989. In this Life est devenu le premier CD de fabrication américaine sous étiquette britannique.
In this Life est alors largement diffusé et commence à gagner du terrain auprès des passionnés de rock avant-gardiste partout dans le monde. Mais l'euphorie est de courte durée quand Lewis déménage à New York. Les tentatives visant à la remplacer par un chanteur local échouent et le travail « longue distance » avec elle se révèle impraticable. Déçu, Drake déménage à Los Angeles pour travailler en tant qu'ingénieur du son et producteur. Moran quitte le groupe, laissant Thinking Plague sur le point de se désintégrer.
À Los Angeles, Drake rencontre Dave Kerman, le batteur du groupe rock avant-gardiste 5UU et ils commencent à travailler ensemble. L'intérêt de Kerman pour Thinking Plague le conduit à rejoindre le groupe. Drake et Lewis décident également de les rejoindre (malgré les distances) et avec Johnson, Harris et Hotle, Thinking Plague se reforme en 1990. Les années suivantes, le groupe travaille par intermittence en effectuant quelques répétitions longue distance, réalise quelques concerts et fait quelques nouveaux enregistrements après quoi, tout ce travail est mis en attente. Durant cette période de latence, Johnson part en tournée à travers l'Europe en 1995 avec Drake, Kerman dans le groupe 5UU. Cependant de retour aux États-Unis, les trois conviennent que relancer Thinking Plague dans ces mêmes conditions ne s'avère pas des plus pratiques.

### Renaissance
Johnson rejoint en 1996 un autre groupe de rock avant-gardiste local, Hamster Theatre et suggère à son chef, l'accordéoniste/contrebassiste Dave Willey de rejoindre une nouvelle incarnation de Thinking Plague. Willey accepte et recommande Deborah Perry en tant que chanteuse. À peu près au même moment, Kerman déménage à Denver et rejoint le groupe. Avec les membres existants Harris et Hotle, le nouveau Thinking Plague commence à enregistrer du nouveau matériel écrit par Johnson. Au début de 1998, les pistes enfin finies sont envoyées à Drake (qui vit alors en France) pour le mixage et la production de leur quatrième album, In Extremis publié par cunéiformes Records.
In Extremis est classé meilleur album en 1998 par la Gnosis, et son succès donne lieu à de nouvelles apparitions du groupe en concert. Un nouveau membre, Matt Mitchell aux claviers est recruté pour remplacer Hotle qui était parti après les prises d’In Extremis. Suivent une apparition au Festival ProgDay 1999 puis une tournée allant de l'est au Midwest des États-Unis. En juin 2000, le groupe joue au NEARfest dont un enregistrement mixé trois ans plus tard par Drake donne lieu à un album live édité en 2004 par Nearfest Records. En juillet 2000, le groupe part en tournée en France et en Italie.
Après ces concerts en Europe, Kerman quitte le groupe et est remplacé par l'ancien batteur de Sleepytime Gorilla Museum, David Shamrock. Les travaux commencent alors sur un nouvel opus, A History of Madness qui sort en septembre 2003, toujours chez Cuneiform Records. Il est enregistré sur une période de deux ans avec la moitié des membres du groupe qui volent à Denver depuis le reste des États-Unis, apportant leur contribution. A History of Madness est le premier album de Thinking Plague que Bob Drake n'a pas produit. Johnson et Mark McCoin, du nouveau studio Audio Brave où l'album est enregistré, assurent tout le mixage.
Après plusieurs années d'apparente inactivité, leur dernier et sixième opus, intitulé Decline and Fall, est publié en début d'année 2012. Renouant avec un style « plus rock » qu'on retrouve sur In this Life, le CD mixé par Bob Drake et Mike Johnson à l'automne 2011 est désormais disponible sur le label cunéiforme. Il intègre de nouveaux membres en plus de Mark Harris et Dave Willey : Kimara Sajn à la batterie et aux claviers, Robin Chestnut qui n'apparaît que sur un titre comme batteur et enfin la chanteuse Elaine di Falco, toute en maîtrise des vocalises complexes chères à Thinking Plague.

## Discographie

### Albums studio
- 1984 : ...A Thinking Plague (Endemic Music)
- 1986 : Moonsongs (Dead Man's Curve Records)
- 1989 : In This Life (Recommended Records)
- 1998 : In Extremis (Cuneiform Records)
- 2003 : A History of Madness (Cuneiform Records)
- 2004 : Upon Both Your Houses (live au NEARfest 2000) (NEARfest Records)
- 2012 : Decline and Fall (Cuneiform Records)
- 2017 : Hoping Against Hope (Cuneiform Records)

### Compilations
- 1987 : Driving Me Backwards (Dead Man's Curve Records)
- 1989 : RēR Records Quarterly Vol.2 No.4 (Recommended Records)
- 1994 : RēR Quarterly Vol.4 No.1 (Recommended Records)
- 2000 : Early Plague Years (Cuneiform Records) – remasterisés par Bob Drake sur les albums ...A Thinking Plague et Moonsongs en un CD